# Hypobathrum multibracteatum
Hypobathrum multibracteatum är en måreväxtart som beskrevs av Adolph Daniel Edward Elmer. Hypobathrum multibracteatum ingår i släktet Hypobathrum och familjen måreväxter. Inga underarter finns listade i Catalogue of Life.